# IC 3454
IC 3454 ist eine Spiralgalaxie vom Hubble-Typ Sb mit ausgedehnten Sternentstehungsgebieten im Sternbild Haar der Berenike am Nordsternhimmel. Sie ist schätzungsweise 313 Millionen Lichtjahre von der Milchstraße entfernt und hat einen Durchmesser von etwa 100.000 Lichtjahren.

Im selben Himmelsareal befinden sich u. a. die Galaxien IC 3460, IC 3482, IC 3491, PGC 83548.
Das Objekt wurde am 23. März 1903 vom deutschen Astronomen Max Wolf entdeckt.